# وذمة الدماغ في المرتفعات
الوذمة الدماغ في المرتفعات (بالإنجليزية: High-altitude cerebral edema)‏ أو (إتش إيه سي إي) هي حالة طبية يتورم فيها الدماغ بالسوائل بسبب الآثار الفسيولوجية للتجوال على ارتفاعات عالية. تظهر بشكل عام في المرضى الذين يعانون من مرض الجبال الحاد، وتشمل الأعراض الارتباك والخمول والغثيان، وغيرها. تحدث هذه الوذمة عندما يفشل الجسم في التأقلم أثناء الصعود إلى ارتفاع عالٍ.
يبدو أنّها وذمة وعائية المنشأ (نفاذ السوائل عبر الحاجز الدموي الدماغي)، رغم أنّ الوذمة السامة للخلايا (الاحتباس الخلوي للسوائل) قد تلعب دورًا أيضًا. يجب أن ينزل الأفراد المصابون بالحالة على الفور إلى ارتفاع منخفض أو قد يصابون بسبات ووفاة. يعطى المرضى عادةً الأكسجين الداعم والديكساميثازون أيضًا.
يمكن تجنب الإصابة بإتش إيه سي إي من خلال الصعود إلى المرتفعات ببطء للسماح للجسم بمزيد من الوقت للتأقلم. يساعد الأسيتازولاميد أيضًا في منع حدوث هذه الحالة. يموت المرضى غير المعالجين عادة خلال 48 ساعة. يمكن أن يستغرق الأشخاص المتلقين للعلاج أسابيع للتعافي الكامل. هي حالة نادرة تحدث في أقل من واحد في المئة من الناس الذين يصعدون إلى ارتفاع 4,000 متر (13,000 قدم). وُصفت لأول مرة في عام 1913، ولم يُعرف سوى القليل عن سبب الحالة حتى أجريت دراسات التصوير بالرنين المغناطيسي في التسعينيات من القرن العشرين.

## الأعراض والعلامات
تتوافق الأعراض المبكرة للوذمة الدماغية على الارتفاعات العالية (إتش إيه سي إي) عمومًا مع أعراض مرض الجبال الحاد المعتدل الشدة إلى الشديد (إيه إم إس). تشمل الأعراض الأولية للإتش إيه سي إي عادةً التخليط وفقدان الوعي والحمى والرنح ورهاب الضوء وتسرّع ضربات القلب والإرهاق وتغيّر الحالة العقلية. يحاول المصابون عمومًا إيقاف الفعاليات البدنية، بغض النظر عن ضرورة بقائهم على قيد الحياة. يحدث صداع حاد ويفقد المصابون القدرة على الجلوس. يحدث توسع الوريد الشبكي في 59٪ من المصابين بإتش إيه سي إي. تشمل الأعراض الأكثر ندرة اشتداد المنعكسات الوترية العميقة ونزيف في شبكية العين وعدم وضوح الرؤية ومنعكس أخمصي بالانبساط وشلل العين. تحدث الشلول العصبية القحفية في بعض الحالات النادرة.
في الكتاب الواقعي الأكثر مبيعًا لعام 1996 بعنوان في الهواء الطلق: شهادة شخصية حول كارثة جبل إيفرست، يصف جون كراكوير تأثيرات إتش إيه سي إي على ديل كروز، وهو طبيب أسنان في الرابعة والأربعين من العمر وأحد أعضاء فريق سكوت فيشر:
كان كروز يواجه وقتًا عصيبًا للغاية في محاولة إلباس نفسه. وضع سرج الأمان الخاص بالتسلق من الداخل إلى الخارج، وربطه بلسان أزرار بذلته، وفشل في ربط الإبزيم، ولحسن الحظ، لاحظ فيشر ونيل بيدلمان ذلك قبل أن يبدأ كروز في النزول. يقول بيدلمان: «لو حاول النزول على الحبال على ذلك النحو، لكان وقع على الفور من السرج وسقط إلى قاع جبل لوتس فايس». يتذكر كروز ذلك قائلًا: «كان الأمر كما لو كنت ثملًا بشدة، لم أستطع المشي دون التعثّر وفقدت القدرة على التفكير أو التحدث بشكل كامل. كان شعورًا غريبًا حقًا. كان لدي بعض الكلام في ذهني، لكني لم أستطع معرفة كيفية إيصاله إلى شفَتي. لذا اضطر سكوت ونيل إلى إلباسي والتأكد من أن سرجي كان موضوعًا بشكل صحيح، ثم أنزلني سكوت عبر الحبال الثابتة». يقول كروز عندما وصل إلى قاعدة كامب: «استغرقتُ ثلاثة أو أربعة أيام أخرى قبل أن استطعتُ أن أمشي من خيمتي إلى خيمة الطعام دون أن أتعثر في كل مكان».
لدى المرضى الذين يعانون من إتش إيه سي إي تعداد مرتفع من كريات الدم البيضاء، ولكن خلاف ذلك، فإن تعداد الدم والكيمياء الحيوية لهم طبيعيان. إذا أُجري بزل قطني، فسيُظهر ذلك تعدادًا طبيعيًا للخلايا وسائل دماغي شوكي طبيعي ولكن سنلاحظ زيادة في الضغط. في إحدى الدراسات، أظهرت الأشعة المقطعية للمرضى الذين يعانون من إتش إيه سي إي انضغاط البطين وكثافة منخفضة في المخيخ. أُجري عدد قليل فقط من عمليات تشريح الجثث في الحالات القاتلة من الإصابة بـ إتش إيه سي إي؛ وأظهروا تورم التلافيف وتسفنُج المادة البيضاء وانضغاط الأثلام. كان هناك بعض الاختلاف بين الأفراد، وقد لا تكون النتائج نموذجية لدى وفيات إتش إيه سي إي.

## التشخيص والوقاية
عمومًا، الوذمة الرئوية في المرتفعات (إتش إيه بّي إي) أو إيه إم إس تسبق حدوث وذمة الدماغ في المرتفعات. في المرضى الذين يعانون من إيه إم إس، عادة ما تتظاهر إتش إيه سي إي بالإقياء والصداع، الذي لا يستجيب للأدوية المضادة للالتهابات غير الستيرويدية، والهلوسة والذهول. ومع ذلك، تتطور إيه إم إس إلى إتش إيه سي إي في بعض الحالات بدون هذه الأعراض. يجب تمييز إتش إيه سي إي عن الحالات ذات الأعراض المشابهة، بما في ذلك السكتة الدماغية والتسمم والذهان وأعراض مرض السكري والتهاب السحايا أو ابتلاع مواد سامة. يجب أن يُستبعد تشخيص إتش إيه سي إي أولًا عند حدوث المرض أثناء الصعود إلى منطقة مرتفعة.
يمكن الوقاية من إتش إيه سي إي عمومًا عن طريق الصعود التدريجي مع عدة أيام راحة أثناء التسلق أو الرحلات. يوصى بعدم الصعود لأكثر من 1,000 متر (3,300 قدمًا) يوميًا وعدم النوم على ارتفاع أكبر من 300 متر (980 قدمًا) من الليلة السابقة. ينخفض خطر الإصابة بـ إتش إيه سي إي عند إعطاء أسيتازولاميد أو ديكساميثازون. بشكل عام، يُفضل استخدام الأسيتازولاميد للوقاية، ولكن يمكن استخدام الديكساميثازون في حال وجود آثار جانبية أو مضادات استطباب لاستخدام الأسيتازولاميد. بعض الأفراد أكثر عرضة للإصابة بـ إتش إيه سي إي من غيرهم، واللياقة البدنية ليست عامل وقاية. لا يؤثر كلّ من العمر والجنس على قابلية الإصابة بإتش إيه سي إي.

## العلاج والتشخيص
يجب إحضار المرضى الذين يعانون من إتش إيه سي إي إلى مناطق أقل ارتفاعًا وتوفير الأكسجين الداعم، وهناك حاجة في بعض الأحيان إلى النزول السريع لمنع حدوث الوفيات. التعرّف المبكر على هذه الحالة مهم لأنه مع تقدمها يكون المرضى غير قادرين على النزول دون مساعدة أشخاص آخرين. يجب أيضًا إعطاء الديكساميثازون علاجيًا، رغم فشله في تخفيف بعض الأعراض والتي يمكن علاجها عن طريق النزول إلى ارتفاع منخفض. يمكنه أيضًا أن يُقنّع الأعراض، والتي تعود وتظهر في بعض الأحيان عند إيقاف استخدامه. قد يفسر منع الديكساميثازون لتولّد الأوعية علاجه لإتش إيه سي إي بشكل جيد. أعطت ثلاث دراسات بحثت في كيفية تفاعل أدمغة الفئران والجرذان مع نقص الأكسجة بعض المصداقية لهذه الفكرة.
يمكن استخدام الأكسجين الداعم كعلاج مساعد في حال توفّره، أو عندما يكون النزول عن المرتفع غير ممكن. يجب معايرة «إف آي أوه 2» للحفاظ على درجة إشباع الأكسجين الشرياني بقيمة أكثر من 90٪، مع الأخذ في الاعتبار أن التزويد بالأكسجين غالباً ما يكون محدودًا في العيادات/البيئات المرتفعة.
بالإضافة إلى العلاج بالأكسجين، يمكن استخدام حجرة الضغط العالي المحمولة (حقيبة غامو) كتدبير مؤقت في علاج إتش إيه سي إي. تحاكي هذه الأجهزة انخفاضًا في الارتفاع يصل إلى 7,000 قدم، لكنها شديدة التكلفة وستعود الأعراض للظهور غالبًا بعد توقف استخدام الجهاز. لا ينبغي استخدام حجرات الضغط العالي المحمولة بدلاً من النزول أو الإخلاء للوصول إلى الرعاية النهائية.
قد تكون مدرات البول مفيدة، ولكنها تحمل مخاطر باستخدامها خارج المستشفى. قد يساعد السيلدينافيل والكدالافيل في علاج إتش إيه سي إي، ولكن هناك القليل من الأدلة على فعاليتها. يُعتقد نظريًا أن الثيوفيلين أيضًا يمكن أن يساعد في علاج الحالة.
لا يشكل مرض الجبال الحاد تهديدًا للحياة، لكن وذمة الدماغ في المرتفعات غالبًا ما تكون قاتلة في غضون 24 ساعة إذا لم تُعالج. بدون علاج، يدخل المريض في غيبوبة ثم يموت. في بعض الحالات، توفي المرضى في غضون ساعات قليلة، وبقي عدد قليل منهم على قيد الحياة لمدة يومين. غالبًا ما يشمل وصف الحالات القاتلة المتسلقون الذين يستمرون في الصعود رغم معاناتهم من أعراض الحالة.
تختلف فترة الشفاء بين الأيام والأسابيع، ولكن معظم المرضى يتعافون في غضون أيام قليلة. بعد معالجة الحالة بنجاح، يمكن أن يعاودوا التسلق. يجب وقف إعطاء الديكساميثازون، ويوصى باستمرار استخدام الأسيتازولاميد. في إحدى الدراسات، استغرق المرضى ما بين أسبوع إلى شهر حتى أظهروا أشعة مقطعية طبيعية بعد إصابتهم بإتش إيه سي إي.